# Emre Çolak
Emre Çolak, född 20 maj 1991, är en turkisk fotbollsspelare som senast spelade för Hatayspor.

## Klubbkarriär
I juni 2018 värvades Çolak av saudiska Al-Wehda. Den 31 december 2019 återvände han till spanska Deportivo La Coruña.
I december 2020 värvades Çolak av Fatih Karagümrük. I maj 2021 skrev han på ett tvåårskontrakt med Hatayspor. I december 2021 lämnade Çolak klubben.